# حارة المركز الثقافي (ذمار)

تعديل مصدري - تعديل

حارة المركز الثقافي هي إحدى حارات مدينة ذمار التابعة لمحافظة ذمار، بلغ تعداد سكانها 816 نسمة حسب تعداد اليمن لعام 2004.